# Stigma
Stigma (grekiska στίγμα stígma; (bränn)märke, fläck) (versal: Ϛ, gemen: ϛ) är en grekisk bokstav som i modern grekiska endast används för att skriva talet 6 i det joniska talbeteckningssystemet.
Stigma var ursprungligen en medeltida (ligatur) av bokstäverna sigma och tau som var förvillande lik den kursiva formen av digamma. Som ett resultat av detta kom den att ersätta digamma i det joniska talsystemet. Den är också nästan identisk med den avslutande formen av sigma, som dock aldrig har ersatt stigma i denna funktion. Däremot kan stigma i modern grekiska brytas upp i en sigma-tau-digraf – (ΣΤʹ).

## Unicode
|   | decimalt | hexadecimalt | HTML |
| - | -------- | ------------ | ---- |
| Ϛ | 986      | 3DA          |      |
| ϛ | 987      | 3DB          |      |